# Tư Cầm Cao Oa
Tư Cầm Cao Oa (sinh ngày 19 tháng 1 năm 1950 tại Quảng Châu) là một diễn viên gốc Nội Mông, Trung Quốc hiện mang quốc tịch Thụy Sĩ . Bắt đầu tham gia nghệ thuật từ năm 1965, Tư Cầm Cao Oa đã có nhiều thành công cả trong điện ảnh và truyền hình, bà đã từng chiến thắng ở hạng mục Vai nữ chính xuất sắc nhất ở cả Giải Kim kê và Giải thưởng điện ảnh Hồng Kông.

## Tiểu sử
Tư Cầm Cao Oa sinh năm 1950 tại thành phố Quảng Châu thuộc tỉnh Quảng Đông trong một gia đình gốc Nội Mông. Trong tiếng Mông Cổ Tư Cầm (Siqin, Сэцэн) có nghĩa là "thông minh" còn Cao Oa (Gaowa, Malikova, Гоа) có nghĩa là "xinh đẹp". Tư Cầm Cao Oa hiện cùng chồng là Trần Lượng Thanh đều mang quốc tịch Thụy Sĩ và sống ở nước này.

## Sự nghiệp
Từ năm 1965 Tư Cầm Cao Oa bắt đầu tham gia Đoàn ca múa Khu tự trị Nội Mông trong vai trò nghệ sĩ múa. Sau khi ly dị người chồng thứ nhất năm 1976 Tư Cầm Cao Oa bắt đầu chuyển sang lĩnh vực điện ảnh, bà được Xưởng phim Bát Nhất của Giải phóng quân Trung Quốc tuyển vào vai chính của bộ phim nổi tiếng Quy tâm tự tiễn (归心似箭). Tới năm 1982 bà giành giải Nữ diễn viên chính xuất sắc nhất tại Giải Kim kê, giải thưởng điện ảnh quan trọng nhất của Trung Quốc, với vai diễn trong Lạc đà tường tử (骆驼祥子). Sau thành công của Lạc đà tường tử, cuộc hôn nhân thứ hai của Tư Cầm Cao Oa cũng tan vỡ và bà chuyển sang tham gia một số phim của điện ảnh Hồng Kông. Thành công cũng nhanh chóng đến với Tư Cầm Cao Oa khi vào năm 1984 bà được trao giải Nữ diễn viên chính xuất sắc nhất tại Giải thưởng điện ảnh Hồng Kông lần thứ 4 với vai diễn trong Tự thủy lưu niên (似水流年). Năm 1986 bà lập gia đình lần thứ 3 cùng nhạc sĩ Trần Lượng Thanh rồi cùng chồng chuyển sang Thụy Sĩ sinh sống. Tuy mang quốc tịch Thụy Sĩ nhưng bà vẫn tích cực hoạt động ở Trung Quốc và Hồng Kông, năm 2008 Tư Cầm Cao Oa trở thành nữ diễn viên gốc Trung Quốc Đại lục đầu tiên giành hai giải Nữ diễn viên chính xuất sắc nhất tại Giải thưởng điện ảnh Hồng Kông với vai diễn trong Di ma đích hậu hiện đại sinh hoạt (姨媽的後現代生活).
Không chỉ thành công trong điện ảnh, Tư Cầm Cao Oa còn nổi tiếng với nhiều vai diễn trên truyền hình trong đó có thể kể tới Vương triều Khang Hy hay Danh gia vọng tộc.

### Các phim tham gia
- Về nhà (1984) [2]
- Cao sơn họa đích hoa hoàng (1984) [3]
- Full Moon in New York (1990)
- Hương hồn nữ (1993) [4]
- In the Heat of the Sun (1994)
- Mặt trời lặn sau Tử cấm thành (1997)
- Danh gia vọng tộc (2002)
- Cuộc sống hậu hiện tại của dì tôi (2006)
- Long châu truyền kỳ (2017)
- Đông Cung (2019)
- Pháo hoa sông đây mưa sông đó (2020)